# Adiantopsis occulta
Adiantopsis occulta là một loài dương xỉ trong họ Pteridaceae. Loài này được Sehnem mô tả khoa học đầu tiên năm 1959.